# امام‌کلا
روستای امامکلا یکی از روستاهای زیبا و دیدنی منطقه لفور از توابع بخش شیرگاه شهرستان سوادکوه شمالی استان مازندران است. این روستا با طبیعت بکر، جنگل‌های سرسبز و فرهنگ غنی خود، یکی از مناطق برجسته گردشگری این منطقه محسوب می‌شود.این روستا سابقا شاه کلا نام داشت و جزو شهرستان بابل محسوب می‌گشت.در این روستا مرقد آقا سید علی کیا سلطان وجود دارد و مردم روستا علاقه خاصی به ایشان دارند.

## موقعیت جغرافیایی
روستای امامکلا در منطقه لفور، یکی از زیباترین مناطق شمال ایران قرار دارد. این منطقه در نزدیکی سد لفور (سد البرز) و در میان جنگل‌های هیرکانی واقع شده است. روستا در ارتفاعی مناسب از سطح دریا قرار دارد که باعث ایجاد آب‌و‌هوای معتدل در طول سال می‌شود. جنگل‌های اطراف این روستا به دلیل قدمت و پوشش گیاهی متنوع، بخشی از جنگل‌های باستانی هیرکانی محسوب می‌شوند که در میراث جهانی یونسکو ثبت شده‌اند.

#### دسترسی
روستای امامکلا از طریق جاده‌های شهرستان سوادکوه شمالی و مسیرهای جنگلی قابل دسترسی است. نزدیک‌ترین شهر به این منطقه شیرگاه است که از آنجا با طی مسافتی حدود 20 کیلومتر می‌توان به امامکلا رسید. مسیرهای منتهی به روستا از میان جنگل‌های سرسبز و رودخانه‌های جاری عبور می‌کنند که خود تجربه‌ای دل‌انگیز برای گردشگران است.

## تاریخچه
روستای امامکلا و منطقه لفور به دلیل موقعیت جغرافیایی خاص، از گذشته‌های دور محل سکونت بوده‌اند. این منطقه در طول تاریخ بخشی از ناحیه رویان یا تبرستان بوده است. مردم این روستا با حفظ سنت‌ها و آداب و رسوم خود، توانسته‌اند هویت فرهنگی منطقه را زنده نگه دارند. همچنین، وجود برخی آثار تاریخی و معماری‌های قدیمی در این روستا نشان‌دهنده قدمت طولانی آن است.

## فرهنگ و آداب و رسوم
مردم روستای امامکلا به زبان فارسی با گویش مازندرانی صحبت می‌کنند. فرهنگ این روستا تحت تأثیر رسوم منطقه‌ای مازندران است و جشن‌ها و مراسم سنتی مانند نوروز، شب یلدا و جشن‌های کشاورزی در این روستا با شکوه خاصی برگزار می‌شوند. مهمان‌نوازی یکی از ویژگی‌های برجسته مردم این منطقه است که باعث شده گردشگران احساس راحتی و صمیمیت کنند.

## جاذبه های گردشگری
روستای امامکلا با طبیعت بکر و چشم‌اندازهای زیبا، یکی از نقاط محبوب گردشگری در منطقه لفور است. برخی از جاذبه‌های دیدنی این منطقه عبارتند از:

#### ۱. جنگل‌های هیرکانی
جنگل‌های اطراف امامکلا، بخشی از جنگل‌های هیرکانی با قدمت چند هزار ساله هستند. این جنگل‌ها با درختان سرسبز و متنوع، مکانی مناسب برای طبیعت‌گردی و پیاده‌روی هستند.

#### ۲. سد لفور
سد لفور، که با نام سد البرز نیز شناخته می‌شود، یکی از مهم‌ترین جاذبه‌های گردشگری منطقه است. این سد علاوه بر تأمین آب کشاورزی، به دلیل منظره زیبا و امکانات تفریحی، گردشگران زیادی را جذب می‌کند.

#### ۳. رودخانه‌های جاری
رودخانه‌های زلال و جاری در اطراف امامکلا، مکان مناسبی برای تفریحات آبی مانند شنا و ماهیگیری هستند.

#### ۴. باغات و مزارع
در اطراف روستا، باغات و مزارع سرسبز وجود دارند که نمایی زیبا از زندگی روستایی و کشاورزی را به نمایش می‌گذارند.

## اقتصاد و معیشت
معیشت مردم امامکلا عمدتاً بر پایه کشاورزی، دامداری و باغداری استوار است. کشت برنج و پرورش دام از فعالیت‌های اصلی مردم این روستا محسوب می‌شود. همچنین، با رشد گردشگری در منطقه، فعالیت‌های مرتبط با گردشگری مانند اقامتگاه‌های بوم‌گردی و فروش محصولات محلی نیز به منابع درآمدی مردم افزوده شده است.

## جمعیت
این روستا در دهستان لفور قرار دارد و براساس سرشماری مرکز آمار ایران در سال ۱۳۸۵، جمعیت آن ۲۸۷ نفر (۷۰خانوار) بوده‌است.